# Laneuveville-devant-Nancy
Laneuveville-devant-Nancy é uma comuna francesa na região administrativa de Grande Leste, no departamento de Meurthe-et-Moselle. Estende-se por uma área de 12,47 km². Em 2010 a comuna tinha 6 647 habitantes (densidade: 533 hab./km²).